# Władysław Muchowski
Władysław Muchowski (ur. 1892, zm. 21 listopada 1943 w Złotopolicach) – Polak zamordowany za pomoc Żydom podczas II wojny światowej. 

## Życiorys
Jesienią 1939 roku północne Mazowsze zostało wcielone do III Rzeszy. We wrześniu 1940 roku w okolicznym Płońsku powstało getto, gdzie znalazło się ok. 12 tys. Żydów. W grudniu 1942 roku zostało ono zlikwidowane, a praktycznie wszystkich zamieszkujących je Żydów deportowano do Auschwitz-Birkenau. Niektórym Żydom udało się uciec.
Część Polaków zaangażowała się w pomoc uciekinierom. Wśród nich znalazł się Władysław Muchowski, który prowadził z rodziną gospodarstwo rolne w Michałowie na północnym Mazowszu. Niemiecka żandarmeria z Naruszewa przeprowadziła w ich gospodarstwie przeszukanie pod kątem ukrywania Żydów. Podczas rewizji brutalnie pobito Władysława i jego syna Henryka, chcąc wymusić przyznanie się do winy. Mimo że przeszukanie nie przyniosło rezultatu, Władysław oraz Henryk zostali wywiezieni do posterunku w Naruszewie. Henryka zwolniono. Władysław został wysłany do Pomiechówka. 
Pod koniec października 1943 roku Niemcy zorganizowali odprawę sołtysów okolicznych gmin, podczas której zapowiedzieli, że 21 listopada 1943 roku przedstawiciele wsi mają stawić się na skraju lasu między Złotopolicami a Kamienicą-Wygodą, gdzie odbędzie się egzekucja Polaków ukrywających Żydów. Tego dnia przywieziono z Pomiechówka siedmiu skazanych: Władysława Muchowskiego, Stefana Trzcińskiego, Ignacego Ambroziaka, Symchę Frosta, a także nieznanego z imienia i nazwiska Żyda i dwóch Polaków (prawdopodobnie Stefana Dubrackiego i Jana Wójcika). Żydów zabito pod pretekstem napadów i przechowywania broni, a Polaków za ukrywanie i pomoc udzieloną Żydom. Niemcy całą grupę publicznie powiesili, przestrzegając, że tak kończą osoby pomagające Żydom.
Po pewnym czasie sołtysi – na rozkaz Niemców – zdjęli ciała zamordowanych i pochowali je na cmentarzu w Smoszewie. Po wojnie mężczyzn ekshumowano. Władysława Muchowskiego pochowano w nieodległym Radzyminie.

## Upamiętnienie
W 1991 roku Instytut Jad Waszem odznaczył tytułem Sprawiedliwych wśród Narodów Świata Władysława Muchowskiego, a także innych mieszkańców okolicznych wsi zaangażowanych w pomoc Żydom: Ignacego Ambroziaka i jego żonę Rozalię oraz Stanisławę Trzcińską i jej synów Stefana i Jana.
W 2023 roku w Złotopolicach w ramach projektu Zawołani po imieniu uroczyście odsłonięto tablicę upamiętniającą Ignacego Ambroziaka, Stanisławę Trzcińską, Stefana Trzcińskiego oraz Władysława Muchowskiego. W wydarzeniu uczestniczyli między innymi: dyrektor Instytutu Pileckiego Magdalena Gawin, naczelny rabin Polski Michael Schudrich, przedstawiciele władz miejscowych samorządowych oraz potomkowie zamordowanych, w tym Joanna Trzcińska, prawnuczka Stanisławy. List do uczestników uroczystości skierował prezydent RP Andrzej Duda.